# Éliminatoires du Championnat d'Europe de football 2004, groupe 10
Cet article donne le calendrier, les résultats des matches ainsi que le classement du groupe 10 des éliminatoires de l'Euro 2004.

## Classement
| Rang | Équipe               | Pts | J | G | N | P | Bp | Bc | Diff |  | Résultats (▼ dom., ► ext.) |     |     |     |     |     |
| ---- | -------------------- | --- | - | - | - | - | -- | -- | ---- |  | -------------------------- | --- | --- | --- | --- | --- |
| 1    | Suisse               | 15  | 8 | 4 | 3 | 1 | 15 | 11 | +4   |  | Suisse                     |     | 2-2 | 2-0 | 3-2 | 4-1 |
| 2    | Russie               | 14  | 8 | 4 | 2 | 2 | 19 | 12 | +7   |  | Russie                     | 4-1 |     | 4-2 | 4-1 | 3-1 |
| 3    | République d'Irlande | 11  | 8 | 3 | 2 | 3 | 10 | 11 | -1   |  | République d'Irlande       | 1-2 | 1-1 |     | 2-1 | 2-0 |
| 4    | Albanie              | 8   | 8 | 2 | 2 | 4 | 11 | 15 | -4   |  | Albanie                    | 1-1 | 3-1 | 0-0 |     | 3-1 |
| 5    | Géorgie              | 7   | 8 | 2 | 1 | 5 | 8  | 14 | -6   |  | Géorgie                    | 0-0 | 1-0 | 1-2 | 3-0 |     |

## Résultats et calendrier
| 7 septembre 2002 | Russie                                                          | 4 - 2 | République d'Irlande       | Stade Central Lokomotiv, Moscou                 |                                                 |
|                  | Kariaka 20e · Bestchastnykh 24e · Kerjakov 71e · Babb 88e (csc) |       | 69e Doherty · 76e Morrison | Spectateurs : 26 000 Arbitrage : Claude Colombo | Spectateurs : 26 000 Arbitrage : Claude Colombo |

| 7 septembre 2002 | Suisse                                               | 4 - 1 | Géorgie       | Parc Saint-Jacques, Bâle                          |                                                   |
|                  | Frei 37e · H. Yakın 62e · Müller 74e · Chapuisat 81e |       | 62e Arveladze | Spectateurs : 20 500 Arbitrage : Vladimir Krisnak | Spectateurs : 20 500 Arbitrage : Vladimir Krisnak |

| 12 octobre 2002 | Albanie    | 1 - 1 | Suisse       | Stade Qemal-Stafa, Tirana                      |                                                |
|                 | Murati 79e |       | 37e M. Yakın | Spectateurs : 14 000 Arbitrage : Orhan Erdemir | Spectateurs : 14 000 Arbitrage : Orhan Erdemir |

| 16 octobre 2002 | République d'Irlande | 1 - 2 | Suisse                       | Lansdowne Road, Dublin                         |                                                |
|                 | Magnin 78e (csc)     |       | 45e H. Yakın · 87e Celestini | Spectateurs : 36 000 Arbitrage : Rune Pedersen | Spectateurs : 36 000 Arbitrage : Rune Pedersen |

| 16 octobre 2002 | Russie                               | 4 - 1 | Albanie  | Stade central, Volgograd                      |                                               |
|                 | Kerjakov 3e · Semak 42e 55e · Onopko |       | 13e Duro | Spectateurs : 17 200 Arbitrage : Leif Sundell | Spectateurs : 17 200 Arbitrage : Leif Sundell |

| 29 mars 2003 | Albanie                           | 3 - 1 | Russie      | Stade Qemal-Stafa, Tirana                      |                                                |
|              | Rraklli 20e · Lala 79e · Tare 82e |       | 76e Kariaka | Spectateurs : 13 000 Arbitrage : Paul Allaerts | Spectateurs : 13 000 Arbitrage : Paul Allaerts |

| 29 mars 2003 | Géorgie         | 1 - 2 | République d'Irlande   | Stade Mikheil-Meskhi, Tbilissi                  |                                                 |
|              | Kobiashvili 62e |       | 18e Duff · 84e Doherty | Spectateurs : 10 000 Arbitrage : Kýros Vassáras | Spectateurs : 10 000 Arbitrage : Kýros Vassáras |

| 2 avril 2003 | Albanie | 0 - 0 | République d'Irlande | Stade Qemal-Stafa, Tirana                       |
|              |         |       |                      | Spectateurs : 16 000 Arbitrage : Stefano Farina |

| 2 avril 2003 | Géorgie | 0 - 0 | Suisse | Stade Mikheil-Meskhi, Tbilissi                |
|              |         |       |        | Spectateurs : 3 017 Arbitrage : Edo Trivković |

| 30 avril 2003 | Géorgie      | 1 - 0 | Russie | Stade Mikheil-Meskhi, Tbilissi                    |                                                   |
|               | Asatiani 12e |       |        | Spectateurs : 11 000 Arbitrage : Franz-Xaver Wack | Spectateurs : 11 000 Arbitrage : Franz-Xaver Wack |

| 7 juin 2003 | République d'Irlande   | 2 - 1 | Albanie  | Lansdowne Road, Dublin                           |                                                  |
|             | Keane 6e · Aliaj 90+2e |       | 8e Skela | Spectateurs : 35 900 Arbitrage : Tomasz Mikulski | Spectateurs : 35 900 Arbitrage : Tomasz Mikulski |

| 7 juin 2003 | Suisse       | 2 - 2 | Russie               | Parc Saint-Jacques, Bâle                              |                                                       |
|             | Frei 13e 15e |       | 23e 67e Ignachevitch | Spectateurs : 30 500 Arbitrage : Arturo Dauden Ibañez | Spectateurs : 30 500 Arbitrage : Arturo Dauden Ibañez |

| 11 juin 2003 | République d'Irlande    | 2 - 0 | Géorgie | Lansdowne Road, Dublin                                      |                                                             |
|              | Doherty 43e · Keane 59e |       |         | Spectateurs : 36 000 Arbitrage : Eduardo Iturralde González | Spectateurs : 36 000 Arbitrage : Eduardo Iturralde González |

| 11 juin 2003 | Suisse                            | 3 - 2 | Albanie                     | Stade de Genève, Genève                        |                                                |
|              | Haas 10e · Frei 32e · Cabanas 71e |       | 22e Lala · 86e (pen.) Skela | Spectateurs : 26 000 Arbitrage : Steve Bennett | Spectateurs : 26 000 Arbitrage : Steve Bennett |

| 6 septembre 2003 | Géorgie                         | 3 - 0 | Albanie | Stade Boris-Paichadze, Tbilissi                    |                                                    |
|                  | Arveladze 8e 43e · Ashvetia 17e |       |         | Spectateurs : 3 200 Arbitrage : Nicolai Vollquartz | Spectateurs : 3 200 Arbitrage : Nicolai Vollquartz |

| 6 septembre 2003 | République d'Irlande | 1 - 1 | Russie           | Lansdowne Road, Dublin                        |                                               |
|                  | Duff 35e             |       | 42e Ignachevitch | Spectateurs : 36 000 Arbitrage : Ľuboš Micheľ | Spectateurs : 36 000 Arbitrage : Ľuboš Micheľ |

| 10 septembre 2003 | Albanie                         | 3 - 1 | Géorgie       | Stade Qemal-Stafa, Tirana                       |                                                 |
|                   | Hasi 51e · Tare 53e · Bushi 80e |       | 64e Arveladze | Spectateurs : 10 500 Arbitrage : Mircea Salomir | Spectateurs : 10 500 Arbitrage : Mircea Salomir |

| 10 septembre 2003 | Russie                              | 4 - 1 | Suisse            | Stade Central Lokomotiv, Moscou                    |                                                    |
|                   | Bulykine 19e 32e 58e · Mostovoï 72e |       | 12e (csc) Kariaka | Spectateurs : 28 800 Arbitrage : Pierluigi Collina | Spectateurs : 28 800 Arbitrage : Pierluigi Collina |

| 11 octobre 2003 | Russie                                   | 3 - 1 | Géorgie     | Stade Central Lokomotiv, Moscou                |                                                |
|                 | Bulykine 29e · Titov 45+1e · Sytchev 73e |       | 3e Iashvili | Spectateurs : 30 000 Arbitrage : Konrad Plautz | Spectateurs : 30 000 Arbitrage : Konrad Plautz |

| 11 octobre 2003 | Suisse                 | 2 - 0 | République d'Irlande | Parc Saint-Jacques, Bâle                      |                                               |
|                 | H. Yakın 6e · Frei 60e |       |                      | Spectateurs : 31 006 Arbitrage : Anders Frisk | Spectateurs : 31 006 Arbitrage : Anders Frisk |